# Le Canard sauvage
Pour les articles homonymes, voir Le Canard sauvage (homonymie).
Le Canard sauvage (Vildanden) est une pièce de théâtre norvégienne d'Henrik Ibsen, écrite en 1884 et créée en 1885.

## Résumé
Dans Le Canard sauvage, un idéaliste, Gregers Werle, parle comme s'il avait lu les pièces d'Ibsen. Il revient dans sa ville natale après un long exil, et se trouve mêlé aux affaires d'une étrange famille, causant des résultats désastreux. Les secrets qui reposent derrière la façade du foyer apparemment heureux des Ekdal apparaissent peu à peu à Gregers, qui cherche à révéler la vérité absolue, les « Impératifs de l'Idéal ». Cette famille était parvenue à un modus vivendi en ignorant les secrets peu avouables des uns et des autres. Ainsi, le père de Gregers avait engrossé sa servante Gina puis l'avait mariée à Hjalmar pour qu'il reconnaisse l'enfant, et le père de Hjalmar avait été emprisonné pour un crime commis par le père de Gregers. Chacun vivait dans un monde imaginaire où le père se rêve grand inventeur, le grand-père se rappelle un passé de glorieux sportif, et la petite Hedvig se réfugie dans le grenier où un canard sauvage estropié vit dans une forêt imaginaire.
Pour l'idéaliste, les membres de cette famille vivent dans un mensonge, toutes sortes de maux croissent dans les ténèbres. Le remède serait donc d'affronter la réalité, de parler honnêtement, de tout mettre en lumière.
Cependant, la révélation de la vérité remet en cause les fondements mêmes de la famille Ekdal. Quand les squelettes sortent du placard, les rêves s'effondrent, le mari faible se croit obligé de quitter sa femme, et la petite fille abrège la vie du canard et se tue avec la même arme. L'un des personnages, le docteur Relling, conclut : « Si vous retirez le mensonge de la vie de personnes ordinaires, vous leur retirez en même temps le bonheur ».

### Acte I
Cet acte débute par un dîner que donne chez lui Håkon Werle, un riche industriel. Son fils Gregers a invité Hjalmar Ekdal, un ami d’enfance qu’il n’a pas vu depuis très longtemps. Il apprend que Hjalmar s’est marié avec Gina, une ancienne servante de la maison et qu’ils ont eu une fille, Hedvig. Gregers découvre aussi que son père, Håkon, a beaucoup aidé financièrement Hjalmar pour installer et ouvrir son studio de photographie. C’est aussi Håkon qui finance l’éducation de Hedvig. Lors d’une rencontre entre Gregers et son père, nous apprenons que la mère de Gregers est sans doute morte de chagrin, après avoir appris que Håkon entretenait une relation avec Gina. Håkon avoue ainsi à son fils qu’il entretient Hedvig, car c’est sa fille. Gregers décide alors de loger chez les Hjalmar pour être loin de son père et leur dire la vérité.

### Acte II
À partir de cet acte et jusqu’à la fin de la pièce, l’action se situe chez les Ekdal. Gregers, arrivé chez les Ekdal, apprend que c’est Gina qui s’occupe de la maison et des comptes pendant que son mari travaille sur une invention secrète qui lui permettrait de rembourser sa dette envers Håkon. Hedvig, dont la vue baisse au grand malheur de ses parents, s’occupe comme elle peut : son père refuse qu’elle aille à l’école car elle s’y abîmerait les yeux. Le père de Hjalmar, le vieil Ekdal, travaille comme copiste chez Håkon Werle. Avant, les deux hommes étaient associés, mais à la suite d'un détournement de fonds, le vieil Ekdal a été en prison, tandis que Håkon s’en tira sans dommage. Il s’amuse en chassant des animaux domestiques dans leur grenier, au milieu d’arbres desséchés, pour se rappeler son ancienne vie de chasseur. Parmi ces animaux, il y a un canard sauvage, qui appartient à Hedvig. Ce canard a survécu à une chasse de Håkon Werle qui le leur a donné vivant. Gregers décide de louer une chambre de leur maison.

### Acte III
Hjalmar est présenté comme un homme paresseux, prêt à laisser tout le travail à sa femme et sa fille pour avoir le temps de réfléchir à son invention. Il veut rendre son honneur à la famille Ekdal. Håkon vient chercher son fils, il veut le convaincre de rentrer, mais il échoue. Gregers, au contraire, veut sortir se promener avec Hjalmar pour tout lui dire, Håkon le prévient cependant que les Hjalmar ne lui seront pas reconnaissant de leur avoir appris cela. Håkon part ; Gina et Relling, un ami de la famille invité à dîner, veulent retenir Hjalmar et Gregers, mais n’arrivent pas à les empêcher de sortir.

### Acte IV
Gregers, en voulant offrir un nouveau départ dans la vie à Hjalmar, n’a réussi qu’à briser ses illusions de bonheur. Hjalmar arrive en demandant à sa femme de le laisser s’occuper de toutes ses affaires et de l’argent. Hedvig et Gina essaient de le faire changer d’avis, sans succès. Hedvig partie, Hjalmar reproche à Gina sa liaison avec Håkon. Elle reconnaît les faits mais dit qu’elle aime tout de même Hjalmar intensément et qu’il ne l’aurait pas épousé en sachant la vérité. Gregers arrive et s’étonne de voir le couple se disputer plutôt qu’être heureux, délivré de ce mensonge. Mme Sørby, l’intendante de Håkon, arrive avec la nouvelle qu’elle va l’épouser et une lettre de sa part. Celle-ci annonce que Håkon donnera cents couronnes par mois au vieil Ekdal jusqu’à sa mort et qu’ensuite l’argent sera versé à Hedvig. Hjalmar comprend alors que Hedvig est la fille de Håkon et décide d’aller boire avec Relling et Molvik, un ami. Pendant ce temps, Gregers convainc Hedvig, qui ne sait rien, de tuer le canard sauvage ; c’est son bien le plus précieux mais Hjalmar veut le tuer car il vient de Håkon. Cela montrera à Hjalmar qu’elle l’aime plus que tout et qu’elle veut qu’il revienne.

### Acte V
Le lendemain matin, Relling dit à Gina et Hedvig, inquiètes qu’Hjalmar ne soit pas rentré, qu’il est resté avec lui. Hjalmar revient, hésitant entre partir et rester. Il a été trompé, mais aimerait que tout redevienne comme avant. Il revient chercher des matériaux pour son invention, mais est accablé par tous les détails nécessaires pour quitter l’appartement. Hedvig est ravie de le voir, mais Hjalmar la repousse. Gregers dit alors à Hjalmar que Hedvig est prête à sacrifier pour lui ce qu’elle a de plus cher. Hjalmar rétorque en ricanant : « Si je lui demandais : Hedvig, veux-tu donner ta vie pour moi ? […] Tu verrais ce qu’elle me répondrait. ». Un coup de feu retentit alors. Les deux hommes se précipitent et trouvent Hedvig morte, à la surprise de Gregers, qui pensait qu’elle avait tué le canard. Il considère cependant qu’elle n’est pas morte en vain, car elle a réveillé une grandeur d’âme en Hjalmar, qui, désespéré, la supplie de revenir à la vie pour qu’il puisse lui montrer combien il l’aime.

## Personnages
- Håkon Werle, détaillant en gros.
- Gregers Werle, son fils, le héros idéaliste.
- Le Vieux Ekdal, ancien associé de Håkon Werle, maintenant ruiné et vivant chez son fils Hjalmar.
- Hjalmar Ekdal, fils du vieux Ekdal, photographe.
- Gina Ekdal, femme de Hjalmar, ancienne gouvernante de Håkon Werle.
- Hedvig, leur fille, âgée de quatorze ans.
- Mme Sørby, gouvernante de Håkon Werle.
- Relling, un médecin, voisin des Ekdal. Sert de faire-valoir à Gregers Werle.
- Molvik, ancien étudiant en théologie, voisin des Ekdal.
- Pettersen, domestique de Håkon Werle.
- Jensen, une servante renvoyée.
- M. Balle, invité.
- M. Flor, invité.

## Inspirations
Pour les personnages, Ibsen s’est inspiré de plusieurs membres de sa famille : 
- Son père, qui fit faillite, aurait inspiré le personnage du vieil Ekdal. La figure de l’homme d’affaire déchu (comme John Gabriel Borkman dans l’œuvre éponyme) est d’ailleurs un thème récurrent du théâtre d’Ibsen[1].
- Sa sœur, Hedvig aurait inspiré le personnage du même nom. Hedvig fut l’unique personne de sa famille avec laquelle Ibsen garda des liens après la faillite de son père[2].

Pour le grenier des Ekdal, Ibsen s’est peut-être souvenu du grand grenier de Venstøp, la maison dans laquelle il vécut de ses sept ans à ses quinze ans,.
Francis Bull, quant à lui, rapprocha le personnage de Gregers de celui d’Alceste dans le Misanthrope. Ces deux personnages sont en effet tous deux des idéalistes déçus de l’humanité.

## Mises en scène
- 1891 : mise en scène André Antoine, Théâtre Libre[5]
- 1934 : mise en scène Georges Pitoëff, Théâtre du vieux Colombier[6],[7]
- 1958 : mise en scène Alf Sjoeberg, Théâtre Sarah Bernhardt (titre : Vildanden)[8]
- 1960 : mise en scène Pierre Lefèvre, Théâtre national de Strasbourg[9],[10]
- 1981 : mise en scène Lucian Pintilie, Théâtre de la Ville, Paris[11]
- 1993 : mise en scène Alain Françon, Comédie-Française[12],[13]
- 1994 : mise en scène Tassos Bandis, Théâtre Empros[14]
- 2004 : mise en scène Patrick Haggiag, Théâtre de Gennevilliers[15]
- 2009 : mise en scène Yves Beaunesne au Théâtre des Gémeaux[16] à Sceaux[17]
- 2009 : mise en scène Adrien Béal, Panopée[18],[19]
- 2014 : mise en scène Stéphane Braunschweig, Théâtre national de la Colline, Paris[20],[21]

## Adaptations
- 1926 : Le Canard sauvage, film allemand réalisé par Lupu Pick.
- 1963 : Le petit-fils d'Ibsen, Tancred Ibsen (en), adapte la pièce au cinéma en Norvège, Vildanden[22].
- 1982 : Le Canard sauvage, téléfilm français de Guy Lessertisseur.
- Jeremy Irons figure dans une version filmée en anglais en 1983, The Wild Duck, avec les noms anglicisés.
- 2015 The Daughter , film australien adapté et réalisé par Simon Stone